# 야설록
야설록(1960년 2월 25일 ~ )은 대한민국의 무협 소설 작가다. 야설록은 필명으로 본명은 최재봉이다. 대구에서 출생했고 우신고등학교 - 연세대학교 응용통계학과를 중퇴했다.
한편, 2008년 하반기 때 방영될 예정이었던 <단군>을 통해 드라마 작가 데뷔를 할 예정이었으나 이런저런 사정 때문에 편성이 불발되면서 좌절됐다.

## 경력
- 중앙문화센터 강사
- 한국 만화 스토리 작가 협회 회장
- 주식회사 야컴 대표이사
- 한국 만화출판인 협의회 이사
- 명지대학교 사회교육원 만화예술창작과 주임교수
- 前 와이디온라인 상임 고문

## 작품

### 저서
| - 2008년 《마객》ISBN 978-89-6156-217-1 - 2007년 《불꽃처럼 나비처럼》ISBN 978-89-06-00097-3 - 2004년 《태황기》 《낭만수라》 《월인몽 월인색》 《무림판관》 《역천행》 《무적》 《사대세가》 《아미타불》 《표향》 ISBN 978-89-91036-49-9 - 2003년 《곤륜애사》 《검후일랑》 《환상특급》 《몽유도원경》 《강호구룡행》 - 2001년 《나비혼》 ISBN 978-89-519-7029-0 - 2000년 《적월》 《천하공부출소림》 《흉기》 - 1999년 《동풍》ISBN 978-89-339-0049-9 《역천기행》4 《북경야》 《혈한록》 《웅풍진중원》 《파천무》 《비익조》 《광생록》 《백야고검》 《영웅전기》 《질풍강호 생사주》 《만등칠일》 《패륜검》 《귀수》 《살수전기》 - 1998년 《소림제일룡》 《소십랑》ISBN 978-89-8328-137-1 《명객》ISBN 978-89-8051-409-0 《투귀》 《야랑》 《자객》ISBN 978-89-8328-131-9 《혈무》 《무림신화전기》 《소항유사》 《풍객》ISBN 978-89-8051-397-0 《무객》ISBN 978-89-8328-120-3 《대무당파》ISBN 978-89-8051-473-1 | - 1997년 《화객》ISBN 978-89-8051-240-9 《천객》ISBN 978-89-8328-114-2 《불객》ISBN 978-89-8328-100-5 《시객》ISBN 978-89-8051-336-9 《용객》ISBN 978-89-8051-220-1 《반인기》ISBN 978-89-8051-308-6 - 1996년 《북벌》 《엑스캅》ISBN 978-89-8051-526-4 《화산문하》ISBN 978-89-8051-169-3 《협객》ISBN 978-89-8051-207-2 《스피릿 솔져》ISBN 978-89-8051-514-1 《라스트 히어로》ISBN 978-89-8051-503-5 《구대천왕》 《혈객》ISBN 978-89-8051-144-0 《킬》ISBN 978-89-8051-610-0 《향객》ISBN 978-89-8051-136-5 《네온》ISBN 978-89-8051-584-4 - 1995년 《대란》ISBN 978-89-06-50282-8 《야객》ISBN 978-89-8051-042-9 《숙객》 《녹수옥풍향》ISBN 978-89-8051-036-8 《유객》ISBN 978-89-8051-100-6 - 1994년 《마객》ISBN 978-89-85010-03-0 《강호벽송월인색》ISBN 978-89-8051-024-5 《신객》ISBN 978-89-85010-07-8 - 1993년 《남벌》 - 1987년 《구대문파의 영웅들》 - 1984년 《구대문파》 - 1982년 《강호야우 백팔뇌》 |

### 게임
- 패온라인
- 패레볼루션

## 같이 보기
- 한국의 장르작가 목록